# Artak Margaryan
Artak Margaryan (Artharbel, 11 novembre 1989) è un lottatore francese di origini armene, specializzato nella lotta greco-romana.

## Palmarès
- Europei

Tbilisi 2013: bronzo nei 66 kg.
- Giochi del Mediterraneo

Mersin 2013: bronzo nei 77 kg.
Tarragona 2018: bronzo nei 66 kg.
- Campionati del Mediterraneo

Istanbul 2010: bronzo nei 66 kg.